# Carol Bove
Carol Bove est une artiste américaine née en 1971 à Genève.

## Biographie
Carol Bove naît en 1971 à Genève.
Elle grandit à Berkeley en Californie[réf. nécessaire]. Elle est diplômée de l'université de New York en 2000[réf. nécessaire].
Entre 2009 et 2013, elle est professeure associée au Steinhardt Department of Art and Art Professions à l'université de New York.

## Œuvres
Basée à New York, Carol Bove est connue pour jouer avec les différents matériaux dans ses œuvres telles que l'acier, le béton, les livres, le bois flotté, les plumes de paon, les coquillages et la mousse. Elle est également connue pour ses sculptures à grandes échelles

## Expositions
Carol Bove commence à exposer à la fin des années 1990.
En 2017, Bove représente la Suisse à la 57e Biennale de Venise. 

### Expositions personnelles
- 2003 : Kunstverein de Hambourg
- 2004 : Institute of Contemporary Art de Boston
- 2006 : Blanton Museum of Art, Austin, Texas et Kunsthalle de Zurich
- 2013 : Museum of Modern Art, New York ; à la Common Guild[6] et Glasgow
- 2009 : Horticultural Society of New York
- 2010 : Palais de Tokyo, Paris
- 2021 : Nasher Sculpture Center. Intitulée « Carol Bove : Collage Sculptures », cette exposition est la première grande exposition muséale de Bove axée uniquement sur ses sculptures en acier.

### Expositions collectives
- 2008 : Whitney Biennial, Whitney Museum of American Art, New York[7]
- 2011 : 54e Biennale de Venise
- 2012 : Documenta 13, Kassel, Allemagne

### Carte blanche
- 2025 : Musée d'Art et d'Histoire de Genève. Exposition intitulée « La Genevoise - Carte blanche à Carol Bove »[5]